# Cardamine maritima
Cardamine maritima är en korsblommig växtart som beskrevs av Franz von Portenschlag-Ledermayer. Cardamine maritima ingår i släktet bräsmor, och familjen korsblommiga växter. Inga underarter finns listade i Catalogue of Life.